# Indierock
Indierock (en: indie rock, efter ordet independent), är en musikgenre som ibland räknas under alternativ rock och ibland som en synonym till denna genre. Begreppet används för att beteckna den musik som kännetecknas av typiska rockattribut, som att den spelas med en uppsättning bestående av gitarr, elbas, trummor och sång, samtidigt som musiken ges ut på små, oberoende skivbolag och inte på de stora mainstream-bolagen som Sony Music eller EMI. Termen indierock används som ett övergripande begrepp som innefattar flera subgenrer, som till exempel lo-fi, post-rock, shoegazing och indiepop. Band och stilar som räknas till indierock kännetecknas ofta för att de bekänner sig till de värderingar och ideal som finns inom DIY- och underground-kulturerna.
Artister inom genren sätter i många fall ett stort värde i att själva behålla den artistiska kontrollen och kontroll över sina respektive karriärer, genom att spela in musiken på små skivbolag, genom att turnera och förlita sig till att deras namn sprids genom mun-till-örametoden snarare än påkostad marknadsföring. Vissa går så småningom vidare till att skriva kontrakt med ett stort skivbolag, med förmånliga villkor.

## Historia

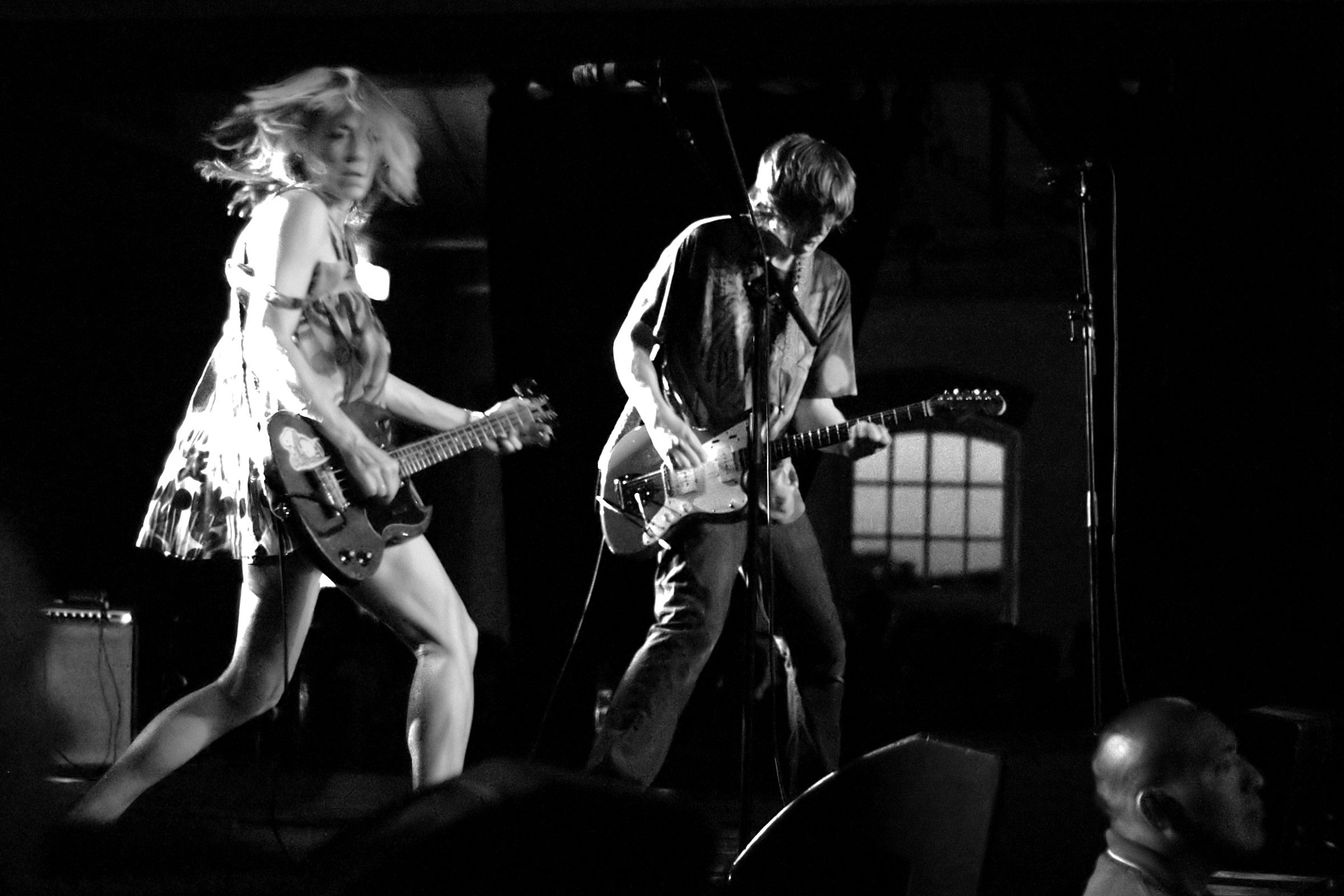
Sonic Youth

I Storbritannien har det funnits särskilda försäljningslistor över indierock sedan det tidiga 1980-talet. I början rymde listorna band som sprang ur punk-, postpunk- och New Wave-scenerna, som alla hade gemensamt att de gav ut sina skivor på små skivbolag, oberoende från de stora bolagen. Termen "indie" kom dock mest att förknippas med de gitarrbaserade rockband som dominerade indielistorna, typiskt band som Aztec Camera och Orange Juice, band från C86-scenen och de tweeartister som rörde sig kring indiepop-bolaget Sarah Records. Ett annat av Storbritanniens stora indiepop-bolag, var Creation Records, grundad av Alan Mc Gee. Creation hade några av de mest älskade indiepopbanden ifrån Storbritannien, som aldrig egentligen hade stora hitlåtar på musiklistorna, som dominerade indielistorna, så som My Bloody Valentine, Primal scream, Inspiral Carpets och sedermera Oasis (då Creation sålts till Sony). Creation Records ligger även bakom svenska The Hives framgångar i Storbritannien. De band som troligen mest kommit att definiera indierockgenren i England under 1980-talet var The Smiths, Stone Roses och Jesus and Mary Chain, detta var band som tjänade som direkta influenser till 1990-talets rörelser som shoegazing och britpop. 
Den musik som oftast betraktas som indierock i USA, springer ur de alternativa rock-scener som till stor del influerades av punken, New Wave och hardcorepunk-rörelserna under 1970- och 1980-talen och den DIY-etik som präglade rörelserna. Under 1980-talet hade indierock-banden typiskt en skrovlig, distad ljudbild. Typiska band är Hüsker Dü, Dinosaur Jr (som ofta nämns som influens till shoegazing-scenen), Sonic Youth och Big Black, till skillnad från andra artister med en skramligare och "snällare" ljudbild som R.E.M. och 10,000 Maniacs som i slutet av 1980-talet gick över till stora skivbolag. Under första halvan av 1990-talet blev alternativa grungeband som Nirvana och Pearl Jam storsäljande artister som toppade mainstreamlistor och fick en vidsträckt exponering. Kort därefter kommersialiserades genren då de stora bolagen fick upp ögonen för den alternativa scenen som dammsögs på artister som marknadsfördes som "alternative". Med detta, fick termen "alternative" en annan betydelse än den ursprungliga, det blev snarare ett marknadsförings-slagord för band som passade in i en nästan formellik mall. Begreppet "indierock" fortsatte användas för de band och subgenrer som istället behöll sina underground-värderingar. Lo-fi-scenen, med band som Neutral Milk Hotel, Guided by Voices, Pavement, Sebadoh, Liz Phair, Half Japanese, Fugazi, Blonde Redhead, Enon blev den genre som mer eller mindre definierade den amerikanska indierocken, som inte ville sälja ut sig till den kommersialiserade "alternative rock"-scenen.

## Rådande trender och subgenrer

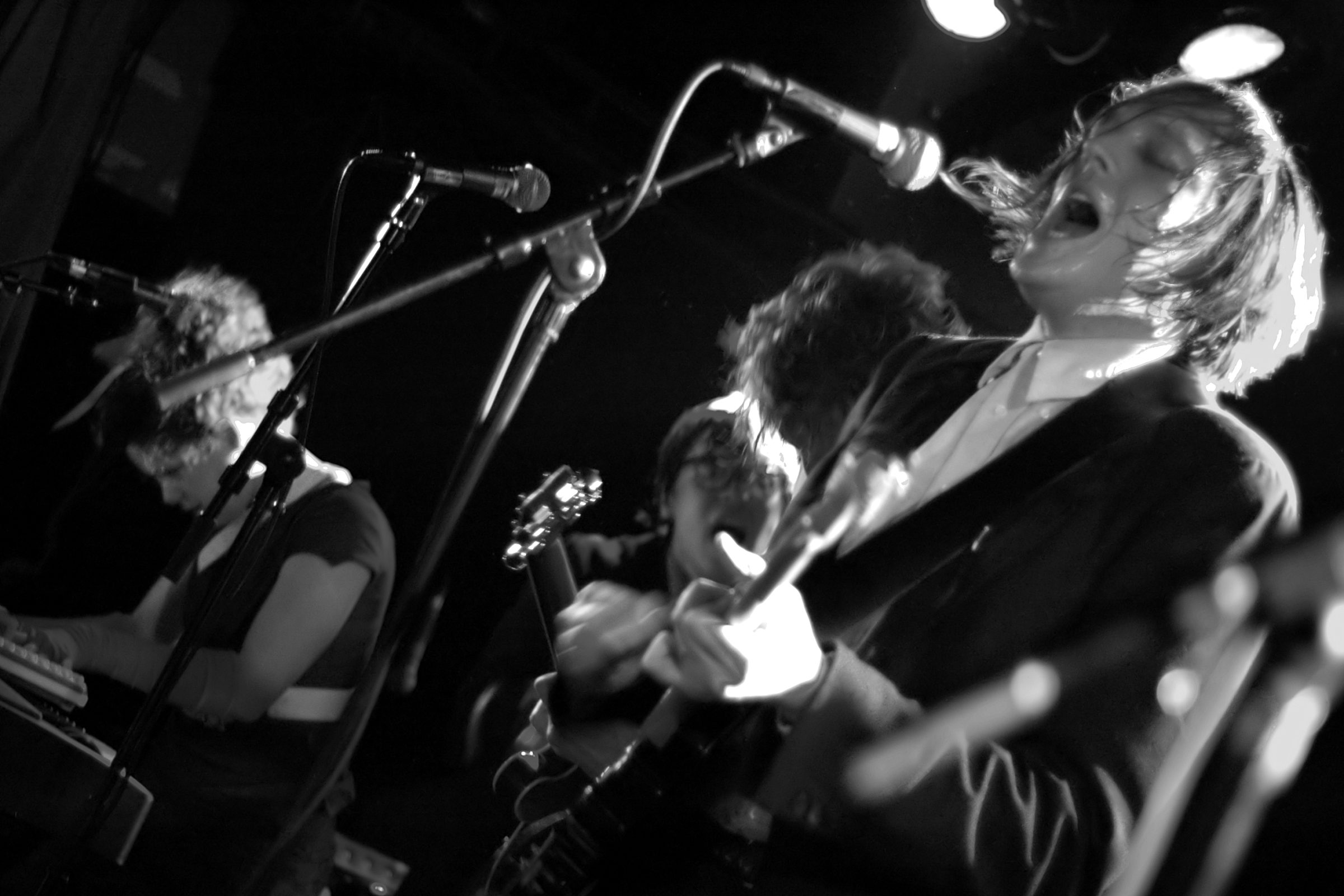
Arcade Fire

"Indierock" har på senare tid blivit en mer övergripande term som används för att beskriva nästan allting som faller under det som inte är mainstream. Sådana subgenrer kan vara allt från alt-country till garagerock tillsammans med hundratals andra beteckningar. Några av de senare populära strömningar är:
- Post-punk revival, försöker efterlikna den genuina post-punken som hade sina största år under senare hälften av 1970-talet och den första delen av 1980-talet. En skillnad kan vara påverkan från synthesizern, som numera är betydligt mer lättillgänglig än under 1980-talet. Samtidigt är banden också influerade i olika grad av New Wave och Britpop. Inom ramen av post-punk revival återfinner vi band som: The Rapture, Enon, Arctic Monkeys, Interpol, Editors, Bloc Party, Franz Ferdinand, The Libertines och Modest Mouse.

- Barockpop, en uppdaterad version av 1960-talets folkmusik, gemensamma drag inom genren är lågmäld sång och utsirade, orkestrerade arrangemang. Typiska band: Arcade Fire, Operator Please, Sufjan Stevens, The Decemberists.

- Danspunk, en hybrid av new wave och punkrock. Typiska band: LCD Soundsystem, The Rapture, !!!, Out Hud, Radio 4, Death from Above 1979.

- Garagerock revival, en tillbakagång till 1960-talets mer primitiva rock'n'roll-sound. Typiska band: The White Stripes, The Strokes, The Von Bondies, The Vines, Yeah Yeah Yeahs, The Hives, No Age, Wavves.

- New Weird America, Joanna Newsom, Animal Collective, The Dodos, Liars, These Are Powers.

- Musikkollektiv, där ett stort kollektiv av musiker, som kan bytas ut från album till album, samarbetar i band, samtidigt som det inte är ovanligt att de på samma gång har en solokarriär. Typiska band: Broken Social Scene, The New Pornographers, Arcade Fire, The Polyphonic Spree, The Brian Jonestown Massacre, dEUS, The Hidden Cameras, The Perishers, Animal Collective.